# Latisternum marshalli
Latisternum marshalli là một loài bọ cánh cứng trong họ Cerambycidae.